# 九龍巴士234A、234B線
九龍巴士234A線及九龍巴士234B線是香港新界荃灣區來往浪翠園及荃灣西站及巴士路線。前者屬特快線，途經屯門公路；後者則途經汀九及油柑頭。

## 歷史
- 1984年9月23日：配合新界西部部份路線重組而投入服務，取代31A線（石籬至荃灣西約／深井），命名為34B，來往深井（馬灣碼頭）及荃灣碼頭。
- 1993年1月3日：234A線投入服務，34B線派車減至3輛，並全線使用利蘭勝利二型。
- 1995年3月25日：配合屯門公路巴士專線啟用，當日開辦新路線234P[1]。
- 1995年6月4日：34B線延長至浪翠園，並加入單層空調巴士行走。
- 1996年1月6日：34B線改為全空調服務，並改稱234B，與234A線提供聯合班次。
- 1999年3月29日：234P取消服務，由234A取代[2][3]。
- 2001年10月28日：234B線總站遷往荃灣（如心廣場）。
- 2003年12月16日：234A及234B線總站遷往荃灣西站，但仍繞入如心廣場落客，亦成為當時唯一繞經該總站的區內線。
- 2007年12月2日：增設多條路線的八達通轉乘，方便深井居民來往沙田、大埔、北區、西九龍及尖沙咀。
- 2013年1月27日：配合荃灣五區物業發展及荃灣運輸大樓永久封閉，234B線往荃灣西站方向不再繞經荃灣（如心廣場）[4]。
- 2015年12月31日：增設到站時間預報。
- 2024年11月25日：234A線新增兩班星期一至五上午由青龍頭村開出之特別班次，繞經浪翠園總站前往荃灣，開出時間為07:21及07:49。

## 服務時間及班次
234A
| 浪翠園開         | 浪翠園開     | 浪翠園開     | 荃灣西站開       | 荃灣西站開  | 荃灣西站開   |
| 日期             | 服務時間     | 班次（分鐘） | 日期             | 服務時間    | 班次（分鐘） |
| ---------------- | ------------ | ------------ | ---------------- | ----------- | ------------ |
| 星期一至五       | 06:00        | 06:00        | 星期一至五       | 06:30-09:00 | 25           |
| 星期一至五       | 06:20-06:50  | 15           | 星期一至五       | 09:00-13:24 | 24           |
| 星期一至五       | 06:50-07:42  | 13           | 星期一至五       | 13:48       | 13:48        |
| 星期一至五       | 07:54、08:02 | 07:54、08:02 | 星期一至五       | 14:10-16:50 | 20           |
| 星期一至五       | 08:12-08:42  | 15           | 星期一至五       | 17:10       | 17:10        |
| 星期一至五       | 09:00        | 09:00        | 星期一至五       | 17:27-20:12 | 15           |
| 星期一至五       | 09:20-17:00  | 20           | 星期一至五       | 20:30       | 20:30        |
| 星期一至五       | 17:00-20:12  | 24           | 星期一至五       | 20:50-00:30 | 20           |
| 星期一至五       | 20:12-22:42  | 25           |                  |             |              |
| 星期一至五       | 22:42-00:00  | 26           |                  |             |              |
| 星期六           | 06:00-07:00  | 20           | 星期六           | 06:30-08:30 | 20           |
| 星期六           | 07:00-09:00  | 15           | 星期六           | 08:45       | 08:45        |
| 星期六           | 09:00-10:00  | 20           | 星期六           | 09:05-17:05 | 20           |
| 星期六           | 10:00-14:00  | 15           | 星期六           | 17:05-19:50 | 15           |
| 星期六           | 14:00-16:40  | 20           | 星期六           | 19:50-00:30 | 20           |
| 星期六           | 16:40-19:10  | 15           |                  |             |              |
| 星期六           | 19:10-23:10  | 20           |                  |             |              |
| 星期六           | 23:10-00:00  | 25           |                  |             |              |
| 星期日及公眾假期 | 06:00-09:00  | 20           | 星期日及公眾假期 | 06:30-08:10 | 20           |
| 星期日及公眾假期 | 09:00-14:15  | 15           | 星期日及公眾假期 | 08:25       | 08:25        |
| 星期日及公眾假期 | 14:15-16:35  | 20           | 星期日及公眾假期 | 08:40-17:00 | 20           |
| 星期日及公眾假期 | 16:35-18:50  | 15           | 星期日及公眾假期 | 17:00-19:30 | 15           |
| 星期日及公眾假期 | 18:50-23:10  | 20           | 星期日及公眾假期 | 19:30-00:30 | 20           |
| 星期日及公眾假期 | 23:10-00:00  | 25           |                  |             |              |

234B
| 浪翠園開         | 浪翠園開    | 浪翠園開     | 荃灣西站開       | 荃灣西站開   | 荃灣西站開   |
| 日期             | 服務時間    | 班次（分鐘） | 日期             | 服務時間     | 班次（分鐘） |
| ---------------- | ----------- | ------------ | ---------------- | ------------ | ------------ |
| 星期一至五       | 05:50-06:30 | 20           | 星期一至五       | 05:50、06:20 | 05:50、06:20 |
| 星期一至五       | 06:45       | 06:45        | 星期一至五       | 06:45-08:00  | 25           |
| 星期一至五       | 06:57-07:35 | 12/13        | 星期一至五       | 08:00-14:00  | 24           |
| 星期一至五       | 07:35-08:50 | 15           | 星期一至五       | 14:00-17:20  | 20           |
| 星期一至五       | 08:50-16:50 | 20           | 星期一至五       | 17:20-20:20  | 15           |
| 星期一至五       | 17:12       | 17:12        | 星期一至五       | 20:20-23:00  | 20           |
| 星期一至五       | 17:36-20:00 | 24           |                  |              |              |
| 星期一至五       | 20:00-23:20 | 25           |                  |              |              |
| 星期六           | 05:50-06:50 | 20           | 星期六           | 05:50-06:40  | 25           |
| 星期六           | 06:50-08:50 | 15           | 星期六           | 06:40-08:20  | 20           |
| 星期六           | 08:50-09:50 | 20           | 星期六           | 08:35        | 08:35        |
| 星期六           | 09:50-13:50 | 15           | 星期六           | 08:55-16:55  | 20           |
| 星期六           | 13:50-16:30 | 20           | 星期六           | 16:55-19:40  | 15           |
| 星期六           | 16:30-19:00 | 15           | 星期六           | 19:40-23:00  | 20           |
| 星期六           | 19:00-23:20 | 20           | 星期日及公眾假期 | 05:50-06:40  | 25           |
| 星期日及公眾假期 | 05:50-08:50 | 20           | 星期日及公眾假期 | 06:40-08:00  | 20           |
| 星期日及公眾假期 | 08:50-14:05 | 15           | 星期日及公眾假期 | 08:15        | 08:15        |
| 星期日及公眾假期 | 14:05-16:25 | 20           | 星期日及公眾假期 | 08:30-16:50  | 20           |
| 星期日及公眾假期 | 16:25-18:40 | 15           | 星期日及公眾假期 | 16:50-19:20  | 15           |
| 星期日及公眾假期 | 18:40-23:20 | 20           | 星期日及公眾假期 | 19:20-23:00  | 20           |

### 聯合班次
234A線與234B線提供聯合班次，合計班次如下：
| 浪翠園開         | 浪翠園開     | 浪翠園開     | 荃灣西站開       | 荃灣西站開   | 荃灣西站開   |
| 日期             | 服務時間     | 班次（分鐘） | 日期             | 服務時間     | 班次（分鐘） |
| ---------------- | ------------ | ------------ | ---------------- | ------------ | ------------ |
| 星期一至五       | 05:50-06:30  | 10           | 星期一至五       | 05:50、06:20 | 05:50、06:20 |
| 星期一至五       | 06:35、06:45 | 06:35、06:45 | 星期一至五       | 06:30-08:10  | 10/15        |
| 星期一至五       | 06:50-07:42  | 6/7          | 星期一至五       | 08:24、08:35 | 08:24、08:35 |
| 星期一至五       | 07:42-08:05  | 3-8          | 星期一至五       | 08:48-14:00  | 12           |
| 星期一至五       | 08:05-08:50  | 7/8          | 星期一至五       | 14:00-17:20  | 10           |
| 星期一至五       | 08:50-17:00  | 10           | 星期一至五       | 17:20-20:20  | 7/8          |
| 星期一至五       | 17:00-20:00  | 12           | 星期一至五       | 20:20-23:10  | 10           |
| 星期一至五       | 20:00-23:20  | 12/13        | 星期一至五       | 23:10-00:30  | 20           |
| 星期一至五       | 23:34、00:00 |              |                  |              |              |
| 星期六           | 05:50-07:00  | 10           | 星期六           | 05:50、06:15 | 05:50、06:15 |
| 星期六           | 07:00-08:50  | 5/10         | 星期六           | 06:30-08:30  | 10           |
| 星期六           | 08:50-10:00  | 10           | 星期六           | 08:35        | 08:35        |
| 星期六           | 10:00-13:50  | 5/10         | 星期六           | 08:45-17:05  | 10           |
| 星期六           | 13:50-16:40  | 10           | 星期六           | 17:05-19:40  | 5/10         |
| 星期六           | 16:40-19:00  | 5/10         | 星期六           | 19:40-23:10  | 10           |
| 星期六           | 19:00-23:20  | 10           | 星期六           | 23:10-00:30  | 20           |
| 星期六           | 23:35、00:00 |              |                  |              |              |
| 星期日及公眾假期 | 05:50-09:00  | 10           | 星期日及公眾假期 | 05:50、06:15 | 05:50、06:15 |
| 星期日及公眾假期 | 09:00-14:05  | 5/10         | 星期日及公眾假期 | 06:30-08:10  | 10           |
| 星期日及公眾假期 | 14:05-16:35  | 10           | 星期日及公眾假期 | 08:10-08:30  | 5/10         |
| 星期日及公眾假期 | 16:35-18:40  | 5/10         | 星期日及公眾假期 | 08:30-17:00  | 10           |
| 星期日及公眾假期 | 18:40-23:20  | 10           | 星期日及公眾假期 | 17:00-19:20  | 5/10         |
| 星期日及公眾假期 | 23:35、00:00 | 23:35、00:00 | 星期日及公眾假期 | 19:20-23:10  | 10           |
|                  |              |              | 星期日及公眾假期 | 23:10-00:30  | 20           |

## 收費
| 路線 | 全程收費 | 分段收費                                            |
| ---- | -------- | --------------------------------------------------- |
| 234A | $6.8     | - 過屯門公路後往荃灣西站／浪翠園：$4.6              |
| 234B | $5.6     | - 碧堤半島往浪翠園：$4.6 - 麗城花園往荃灣西站：$4.5 |

| - 本線設有12歲以下小童及65歲或以上長者半價優惠。 - 65歲或以上香港居民使用「樂悠咭」，以及12歲以下合資格殘疾兒童使用「殘疾人士身份」個人八達通繳付車資，均可享有每程$2.0或半價（以較低者為準）的票價優惠；12至64歲合資格殘疾人士使用「殘疾人士身份」個人八達通（包括「樂悠咭」），以及60至64歲香港居民使用「樂悠咭」繳付車資，均可享有每程$2.0或全費（以較低者為準）的票價優惠。 - 65歲或以上長者如使用長者或一般個人八達通繳付車資，則只可享有半價優惠；12至64歲合資格殘疾人士如不使用「殘疾人士身份」個人八達通，以及60至64歲人士如不使用「樂悠咭」繳付車資，必須繳付全費。 - 乘客可以現金或八達通於上車時付款，不設找續。 - 每位成人乘客可免費攜帶最多兩名4歲以下而不佔座位的兒童乘客乘車，超額之4歲以下小童必須繳付小童車費乘車。 - 持有「九巴月票」之乘客在車票有效期內，每日可享最多10程任何九龍巴士及龍運巴士路線（包括本路線，以及聯營路線的九龍巴士／龍運巴士提供的班次；惟乘搭機場「A」及「NA」線則可享原價二七折優惠（不會計算每天10次合資格車程））；而B1線則每日可享最多各2程（不會計算每天10次合資格車程）。 - 九龍巴士、城巴、龍運巴士及陽光巴士全職員工及家屬（不包括外判職員）可免費乘搭本路線，惟必須拍職員或職員家屬八達通。 - 乘客亦可透過多元化電子支付系統（e度嘟）繳付車資，包括使用非接觸式VISA卡、JCB卡、萬事達卡、銀聯卡、美國運通、大來國際、Discover Card、Apple Pay、Google Pay、Samsung Pay、AlipayHK「易乘碼」、支付寶、WeChatHK／微信支付「搭車碼」、銀聯雲閃付「乘車碼」及BOC Pay「乘車碼」。乘客使用此付款方式，使用此支付方式的乘客可享有中途下車之分段收費，以及與其他九巴／龍運獨營路線或聯營線九巴／龍運班次之轉乘優惠，惟不適用於與非九巴／龍運路線之轉乘優惠，亦不能享有「公共交通費用補貼計劃」及「長者及合資格殘疾人士公共交通票價優惠計劃」。 |

### 分段問題
由於青山公路於2001年8月起展開工程，汀九段與荃灣段交替位置改變後，巴士難以駛入，因此234B東行改經海安路及麗順路，原於青山公路麗城花園第2期分站遷往海安路灣景花園，以往於該位置的分段收費被偷偷更改，延後至麗城花園第1期才作出分段，加上地理位置因素不利，令部分灣景花園及麗城花園第2期乘客流失至其他交通工具。

### 八達通轉乘優惠
乘客登上本線後150分鐘內以同一張八達通卡轉乘以下路線，或從以下路線登車後150分鐘內以同一張八達通卡轉乘本線，次程可獲$4.2車資折扣優惠：
234A/4B←→九龍市區/將軍澳路線
- 234A/B往荃灣西站 → 30X往黃埔花園、40往麗港城、234X/P往尖沙咀或290/A往彩明或290X往康城站
- 30X往荃威花園、40往荃灣麗城花園、234X往灣景花園或33、290(A/B/X)往荃灣西站→ 234A/B往浪翠園

234A/B←→城門隧道路線
- 234A/B往荃灣西站 → 43X/P、48X/P、49X、73X或278X往沙田／大埔／上水
- 43X/P、48X/P、49X、73X或278X/A/P往荃灣 → 234A/B往浪翠園

## 使用車輛
234A
現時本線使用5輛富豪B9TL12米（AVBE）(AVBWU) 亞力山大舟尼士Einviro500MMC 雙層低地台巴士，均屬荔枝角車廠。
| 車隊編號 | 車牌   |
| -------- | ------ |
| AVBWU203 | PZ9039 |
| AVBWU415 | TM3362 |
| ATENU435 | TE8124 |
| ATENU568 | TL9027 |
| ATENU681 | TP7999 |

234B
現時本線使用5輛富豪B9TL12米（AVBE）雙層低地台巴士，均屬荔枝角車廠。
| 車隊編號 | 車牌   |
| -------- | ------ |
| ATENU602 | TM9115 |
| ATENU607 | TN2087 |
| ATENU611 | TN1353 |
| ATENU619 | TN2575 |
| ATENU659 | TP3105 |

兩線不時交換用車以作車務調動。

## 行車路線
浪翠園開經：浪翠園通道、青山公路（深井段、汀九段、油柑頭段）、海安路、麗順路、青山公路—荃灣段、西樓角路及大河道。
234A線不經斜體字之路段，改經屯門公路。
荃灣西站開經：大河道、青山公路—荃灣段、柴灣角迴旋處、海興路、海安路、青山公路（油柑頭段、汀九段、深井段）及浪翠園通道。
234A線不經斜體字之路段，改經屯門公路。

### 沿線車站
| 浪翠園開 | 浪翠園開         | 浪翠園開               | 荃灣西站開 | 荃灣西站開       | 荃灣西站開             |
| 序號     | 車站名稱         | 位置                   | 序號       | 車站名稱         | 位置                   |
| -------- | ---------------- | ---------------------- | ---------- | ---------------- | ---------------------- |
| 1        | 浪翠園巴士總站   | 浪翠園巴士總站         | 1          | 荃灣西站巴士總站 | 荃灣西站公共運輸交匯處 |
| 2        | 浪翠園第二期     | 浪翠園通道             | 2          | 大河道           | 大河道                 |
| 3        | 浪翠園第三期     | 浪翠園通道             | 3          | 富華街           | 青山公路－荃灣段       |
| 4        | 馬灣碼頭         | 青山公路—深井段        | 4          | 荃景圍天橋       | 青山公路－荃灣段       |
| 5        | 深井村           | 青山公路—深井段        | 5*         | 柴灣角街         | 青山公路－荃灣段       |
| 6        | 海韻花園         | 青山公路—深井段        | 6*         | 麗城花園三期     | 海安路                 |
| 7*       | 深慈街           | 青山公路—深井段        | 7*         | 灣景花園         | 海安路                 |
| 8*       | 海美灣           | 青山公路－汀九段       | 8*         | 翠景臺           | 海安路                 |
| 9*       | 麗都灣           | 青山公路－汀九段       | 9*         | 油柑頭           | 青山公路—油柑頭段      |
| 10*      | 汀九             | 青山公路－汀九段       | 10*        | 近水灣           | 青山公路—油柑頭段      |
| 11*      | 南山游泳會       | 青山公路－汀九段       | 11*        | 南山游泳會       | 青山公路－汀九段       |
| 12*      | 金麗苑           | 青山公路—油柑頭        | 12*        | 汀九             | 青山公路－汀九段       |
| 13*      | 油柑頭           | 青山公路—油柑頭        | 13*        | 麗都灣           | 青山公路－汀九段       |
| 14*      | 翠景臺           | 海安路                 | 14*        | 海美灣           | 青山公路－汀九段       |
| 15*      | 灣景花園         | 海安路                 | 15*        | 深慈街           | 青山公路—深井段        |
| 16*      | 麗城花園第三期   | 青山公路—荃灣段        | 16         | 碧堤半島         | 青山公路—深井段        |
| 17*      | 麗城花園第一期   | 青山公路—荃灣段        | 17         | 深井村           | 青山公路—深井段        |
| 18       | 荃景圍天橋       | 青山公路—荃灣段        | 18         | 馬灣碼頭         | 青山公路—深井段        |
| 19       | 愉景新城         | 青山公路—荃灣段        | 19         | 浪翠園第三期     | 浪翠園通道             |
| 20       | 荃灣站           | 西樓角路               | 20         | 浪翠園第二期     | 浪翠園通道             |
| 21       | 大河道           | 大河道                 | 21         | 浪翠園第一期     | 浪翠園通道             |
| 22       | 荃灣西站巴士總站 | 荃灣西站公共運輸交匯處 | 22         | 浪翠園巴士總站   | 浪翠園巴士總站         |

- 有 * 號之車站祇限234B線停靠

### 走線圖

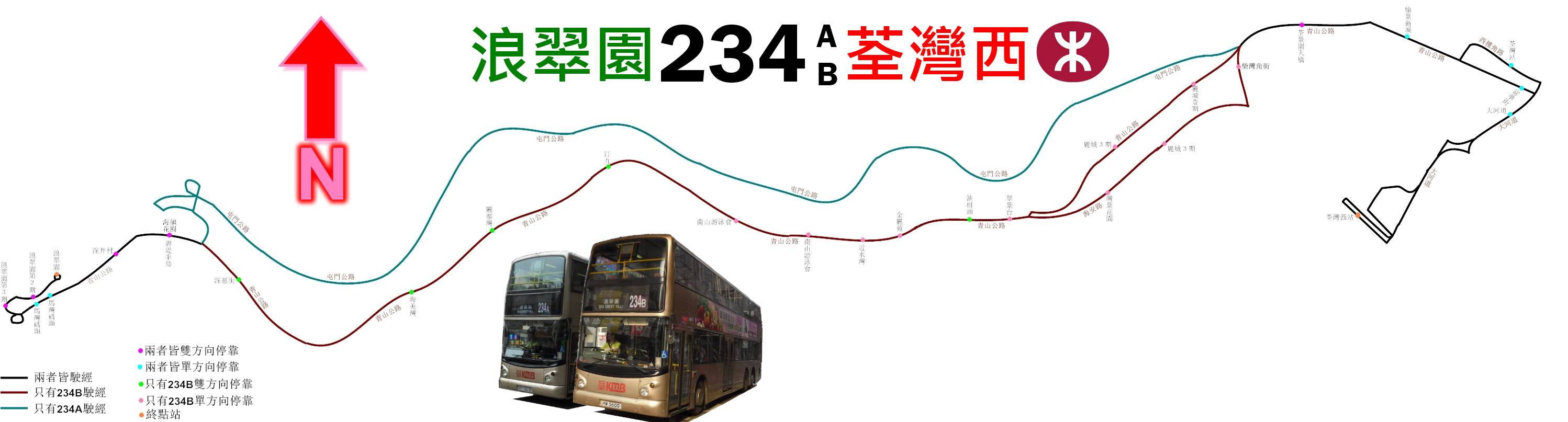
234A線與234B線的走線圖，可見兩者走線的分別

## 其他
由於運輸署近年優化巴士發展計劃，將一些重疊和客量偏低的巴士路線合併，因234A服務範圍全都在234B線內，另外因青山公路汀九段擴建完成，車道拉直及限制車速提高至每小時70公里，減少來往深井與荃灣之間的行車時間，兩線行車時間相差只約3-5分鐘，所以運輸署及九巴打算將234A併入234B，荃灣區議會也支持這個改動，234A改為平日繁忙時間的特快服務，234B則延長服務時間及加密班次代替，改善青山公路汀九段的交通配套，但深井居民在平日非繁忙時段及假日失去了特快巴士來往荃灣，加上234B線的班次不能被居民接受，大部分深井居民都強烈反對這個改動，由於計劃不能得到居民的支持，所以現在兩線都沒有作出任何改動，但234B的班次已漸漸比234A較密。另外234B線的全程收費比234A便宜，亦吸引一部分「一定要搭平車」的浪翠園及深井居民乘搭。
此外，234A及234B線多年來一直被專線小巴96C及96M線非法搶客，此情況每隔約20分鐘便會出現一次，原因是小巴無法滿載，所以搶去九巴的乘客，不然小巴的客量並不會像現時高企。小巴司機經常於富華街分站搶客，由於富華街屬於路邊巴士站，而小巴司機亦會與九巴車長「鬥氣」，不肯駛走，而本站於下午繁忙時間特別多九巴出入，例如58M及265M線等高客量路線，非常影響巴士進出站，嚴重影響九巴乘客安全。實際上，小巴只能搶走少部份前往碧堤半島的乘客，而前往浪翠園的乘客，仍然會選擇等候234A及234B線，因此專線小巴96C線的客量已少至可以取消服務。

## 外部連結
九巴
- 九巴234A線官方網站路線資料 （页面存档备份，存于）
- 九巴234B線官方網站路線資料 （页面存档备份，存于）

其他
- KMB Air-conditioned Route 九巴234A線－681巴士總站 （页面存档备份，存于）
- KMB Air-conditioned Route 九巴234B線－681巴士總站 （页面存档备份，存于）